# Fédération d'Iran de football
La Fédération de la Republique Islamique de Iran de football (en anglais : Football Federation of the Islamic Republic of Iran, FFIRI, persan : فدراسیون فوتبال ایران) est une association regroupant les clubs de football d'Iran et organisant les compétitions nationales et les matchs internationaux de la sélection d'Iran.
La fédération nationale d'Iran est fondée en 1920. Elle est affiliée à la FIFA depuis 1948 et est membre de la Confédération asiatique de football (AFC) depuis 1958.
Le 17 juillet 2006, l'AFC a refusé de reconnaître les nouvelles autorités du football iranien. Cette décision fait suite au remplacement du président de la Fédération nationale par le ministre des sports, une action considérée comme une ingérence politique.